# Račinovci
Račinovci är en ort i Kroatien.   Den ligger i länet Srijem, i den östra delen av landet, 260 km öster om huvudstaden Zagreb. Račinovci ligger 82 meter över havet och antalet invånare är 987.
Terrängen runt Račinovci är platt. Runt Račinovci är det ganska tätbefolkat, med 70 invånare per kvadratkilometer. Närmaste större samhälle är Gunja, 8,2 km väster om Račinovci. Trakten runt Račinovci består till största delen av jordbruksmark.